# 島村抱月
島村 抱月（しまむら ほうげつ、1871年2月28日〈明治4年1月10日〉- 1918年〈大正7年〉11月5日）は、日本の文芸評論家、演出家、劇作家、小説家、詩人。新劇運動の先駆けの一人として知られる。旧姓は佐々山、本名は瀧太郎。

## 来歴
島根県那賀郡小国村（現・浜田市）に佐々山一平の長男として生まれる。実家は貧しく、小学校卒業後、苦学して浜田町裁判所書記となる。同裁判所検事・島村文耕から学資の援助を受け、上京。1891年（明治24年）に文耕の養子となる（後に文耕の姪と結婚）。
増田藤之助が塾主を務める日本英学院を経て、東京専門学校（現・早稲田大学）文学科で坪内逍遙、大西祝から文学、美学を学び、1894年（明治27年）に卒業。「早稲田文学」（第一次）誌の記者を経て、1898年（明治31年）に読売新聞社会部主任となる。その後母校の文学部講師となり、1902年（明治35年）から3年間、早稲田の海外留学生としてイギリスのオックスフォード大学とドイツのベルリン大学に留学。帰国後、早稲田大学文学部教授となり、「早稲田文学」誌を復刊（第二次）して主宰。自然主義文学運動の旗手の一人となる。
『早稲田文学』1906年（明治39年）1月に「囚はれたる文芸」を発表、1906年坪内逍遥とともに文芸協会を設立、2月17日芝紅葉館で発会式、「妹背山」「沓手鳥孤城落月」「新曲浦島」を上演。『早稲田文学』1908年1月に「文芸上の自然主義」を発表した。1909年（明治42年）には協会附属の演劇研究所において本格的に新劇運動をはじめる。しかし1913年（大正2年）に妻子ある抱月と研究所看板女優の松井須磨子との恋愛沙汰が醜聞となったことで逍遥との関係が悪化。これで抱月は文芸協会を辞めることになり、須磨子は研究所を退所処分となった。
同年9月、抱月は須磨子とともに劇団・芸術座を結成。第1回公演としてモーリス・メーテルリンクの「モンナ・ヴァンナ」を有楽座で上演。翌1914年（大正3年）にトルストイの小説を基に抱月が脚色した『復活』の舞台が評判になり、各地で興行が行われた。須磨子が歌う劇中歌『カチューシャの唄』はレコードにも吹き込まれて大ヒット曲になり、新劇の大衆化に貢献した。1915年（大正4年）、須磨子とともにロシア帝国のウラジオストクを訪れ、須磨子とロシアの劇団との合同公演をプーシキン劇場で行い大好評を博した。しかしその成功も束の間、1918年（大正7年）、抱月は世界的に大流行していたスペイン風邪に罹患し、さらに急性肺炎を併発し、東京市牛込区横寺町（現・東京都新宿区横寺町）の芸術倶楽部の居室で急死した。戒名は安祥院実相抱月居士。須磨子は抱月の死後も芸術座の公演を続けたが、やがて抱月の後を追って自殺。芸術座も解散になった。

## 家族
- 実父・佐々山一平 - 島根県那賀郡小国村出身。実家は鉱山業を営んでいたが、一平の代に破産[6]。長男（抱月）の養子縁組に反対し、養父から抱月への送金が途絶えることもあり、貧しさから抱月は自殺も考えた[7]。
- 養父・島村（嶋村）文耕（1854-1904） - 旧姓・太田。伊予国（現・愛媛県）の明渕寺の長男として生まれ、神奈川県で巡査となり、嶋村家が土地を貸していた駐在所（横浜境町警察署池辺分署）に赴任、当家の寡婦・タツの入婿となり、嶋村家を継ぐ。子がないままタツが亡くなり、タツの従姉妹の娘・イチを養子とする。タツ没後、警察を辞め、横浜始審裁判所詰めの検事補となり、検事として各地を転任し、再婚して一女を儲けた。松江始審裁判所浜田支庁勤務時代に検事局で給仕をしていた抱月の才を認めて養子とし、進学させてイチの入婿とした。[6]
- 妻・イチ（1875-1931） - タツの従姉妹の二女。文耕の養子。三男四女を儲ける（うち二男一女は早世）。[6]
- 子 - 長女・春子、次女・君子、長男・震也、四女、トシ子[8][6]。長女の春子は日本女子大学に進学し、在学中に抱月須磨子の騒ぎがあり、父親に会いに行ったら須磨子にツバを吐かれて追い出されたなどの話を同級生に漏らしていたという[9]。

## その他

### 顕彰など
1954年（昭和29年）、故郷浜田市の浜田城山公園内に抱月の記念碑が建てられた。その後、地元の顕彰委員会などにより、次の三つの公園が整備され、直筆の句碑や胸像の建立などでその業績を顕彰している。
- 島村抱月先生の碑公園：1978年（昭和53年）11月に生誕地金城町の顕彰委員会によって5メートルの石柱と顕彰板が設置された。
- 島村抱月生誕地顕彰の杜公園：1990年（平成2年）に金城町小国の島村抱月生誕地顕彰会が胸像、顕彰碑、歌碑を建立した。
- 島村抱月文学碑公園：1992年（平成4年）5月、文学碑建立委員会の尽力により、ゆかりの地である久佐（小原谷）に3.3メートルの文学碑と芸術論を刻んだ島村抱月文学碑が設けられた。

このほか、浜田市金城歴史民俗資料館では関連資料および遺品を収蔵展示しており、浜田郷土資料館には抱月愛用の机が保存管理されている。

### 墓地
2004年、東京都豊島区の雑司が谷霊園と島根県那賀郡金城町（現・浜田市）の浄光寺に分骨埋葬されていた遺骨が、浄光寺に完成した島村家の墓にまとめられた。雑司が谷霊園の墓は抱月の三女島村トシコ（東京都在住）が管理していたが、高齢のため管理が難しくなったこともあり、トシコから｢遺骨を里帰りさせたい｣と同町に打診があったという。
なお、雑司が谷霊園の墓は管理者不在となったため2022年12月に墓じまい（墓を解体・撤去して更地にし、その使用権を墓地の管理者に返還）され現存していない。

## 作品

### 単著
- 『新美辞学』東京専門学校出版部〈早稲田叢書〉、1902年5月。NDLJP:864971。
- 『滞欧文談（英国現在の文芸）』春陽堂、1906年7月。NDLJP:871712。
- 『乱雲集』彩雲閣、1906年12月。NDLJP:888647。
- 『近代文芸之研究』早稲田大学出版部、1909年6月。NDLJP:871630。
- 『現代文芸之研究』早稲田大学出版部、1909年6月。
- 『影と影』植竹書院〈現代傑作叢書 第2編〉、1913年5月。NDLJP:914614。
- 『雫』忠誠堂〈現代小品叢書 第6編〉、1913年11月。NDLJP:985448。
- 『懐疑と沈黙の傍より』新潮社、1914年6月。NDLJP:952026。
- 『芸術講話』婦人文庫刊行会〈家庭文庫〉、1917年4月。
- 『運命の丘』新潮社〈代表的名作選集 第32編〉、1918年11月。NDLJP:968964。
- 『論文作法』松陽堂〈文章講習叢書〉、1919年1月。NDLJP:924512。
- 『人生と芸術』進文館〈進文館叢書 第2篇〉、1919年2月。NDLJP:933337。
- 宮島新三郎 編『抱月随筆集』人文会出版部〈明治大正随筆選集 14〉、1925年4月。NDLJP:1017158。
- 『囚はれたる文芸』北光書房〈島村抱月著作集 1（文芸評論集）〉、1948年4月。
- 『島村抱月文芸評論集』岩波書店〈岩波文庫 31-118-1〉、1954年3月。ISBN 978-4003111819。

### 共著
- 島村瀧太郎、後藤寅之助、伊原敏郎『風雲集』春陽堂、1900年4月。
  - 島村瀧太郎、後藤寅之助、伊原敏郎『風雲集』日本近代文学館〈近代文学研究資料叢書 6〉、1975年3月。
  - 島村瀧太郎、後藤寅之助、伊原敏郎『風雲集』国文学研究資料館〈リプリント日本近代文学 40〉、2005年9月。ISBN 978-4256900406。
- 中村吉蔵、嶋村抱月『真人間・清盛と仏御前』新潮社、1916年2月。

### 翻訳等
- グラント・アレン 著、島村抱月 訳『小説 其の女』服部書店、1907年2月。NDLJP:897039。
- ヘルマン・ズーダーマン 著、島村抱月 訳『故郷』金尾文淵堂、1912年6月。NDLJP:896856。
  - ヘルマン・ズーダーマン 著、島村抱月 訳『故郷』（第12版）金尾文淵堂、1914年8月。NDLJP:906217。
- モーリス・メーテルリンク 著、島村抱月 訳『モンナ・ヷンナ』南北社、1913年9月。NDLJP:947510。
- ヘンリック・イプセン 著、島村抱月 訳『人形の家』早稲田大学出版部〈イブセン傑作集〉、1913年4月。NDLJP:951735。
- モーリス・メーテルリンク 著、島村抱月 訳『ペレアスとメリサンド・七王女』現代社〈近代脚本叢書 第3篇〉、1913年5月。NDLJP:915645。
- ウィリアム・シェイクスピア『脚本 クレオパトラ』島村抱月改作、新潮社、1914年10月。NDLJP:985928。
- レフ・トルストイ 著、島村抱月 編『戦争と平和』新潮社〈西洋大著物語叢書 第2篇〉、1914年7月。NDLJP:948935。
- レフ・トルストイ『脚本 復活』アンリ・バタイユ脚色・島村抱月再脚色、新潮社、1914年3月。NDLJP:947563。
- ヘンリック・イプセン 著、島村抱月 訳『海の夫人』早稲田大学出版部〈イブセン傑作集〉、1914年2月。NDLJP:951734。
- ミゲル・デ・セルバンテス 著、島村抱月・片上伸 訳『ドン・キホーテ』 上巻、植竹書院、1915年11月。NDLJP:945515。
- ミゲル・デ・セルバンテス 著、島村抱月・片上伸 訳『ドン・キホーテ』 下巻、植竹書院、1915年11月。NDLJP:945516。

### 抱月全集

#### 天佑社（1919-1920）
- 『文芸評論』天佑社〈抱月全集 第1巻〉、1919年6月。
- 『文芸評論』天佑社〈抱月全集 第2巻〉、1920年2月。
- 『美学及欧洲文芸史』天佑社〈抱月全集 第3巻〉、1919年8月。
- 『「新美辞学」及「文学概論」』天佑社〈抱月全集 第4巻〉、1919年9月。
- 『翻訳』天佑社〈抱月全集 第5巻〉、1919年7月。
- 『小説・戯曲』天佑社〈抱月全集 第6巻〉、1919年11月。
- 『文芸雑纂』天佑社〈抱月全集 第7巻〉、1920年1月。
- 『随筆・日記・書簡』天佑社〈抱月全集 第8巻〉、1920年4月。

日本図書センターから復刻されている（1979年）

#### 博文館（1928-1929）
- 『新美辞学・美学研究』博文館〈抱月全集 第1巻〉、1928年6月。
- 『文学概論・欧洲文芸史・文芸評論』博文館〈抱月全集 第2巻〉、1929年2月。
- 『文芸評論』博文館〈抱月全集 第3巻〉、1929年8月。
- 『翻訳戯曲』博文館〈抱月全集 第4巻〉、1929年4月。

## 演じた人物
- 山村聡 （「女優須磨子の恋」、1947年、溝口健二監督、田中絹代主演、松竹）
- 土方与志（「女優」、1947年、衣笠貞之助監督、山田五十鈴主演、東宝、キネマ旬報ベストテン第5位)
- 山本學 （「春の波涛」、1985年、NHK大河ドラマ）
- 蟹江敬三（「華の乱」、1988年、深作欣二監督、東映）
- 伊藤孝雄（「殉愛」、1988年、栗原小巻主演、愛の劇場、TBS・松竹）